# Dictyoasterina conopharyngiae
Dictyoasterina conopharyngiae är en svampart som beskrevs av Hansf. 1947. Dictyoasterina conopharyngiae ingår i släktet Dictyoasterina och familjen Microthyriaceae.   Inga underarter finns listade i Catalogue of Life.